# 菲奇冰川
72°1′S 168°7′E / 72.017°S 168.117°E
菲奇冰川是南極洲的冰川，位於維多利亞地的博克格雷溫克海岸，最終在阿德默勒爾蒂山脈注入戰艦冰川，美國地質調查局根據測量和該國海軍的空中照片繪入地圖。